# Dmitrij Abakumow
Dmitrij Lwowicz Abakumow (ros. Дмитрий Львович Абакумов; ur. 19 września?/2 października 1901, zm. 29 września 1962) – radziecki działacz wojskowy, generał major.

## Wykształcenie
W 1923 ukończył 4 Twerską Kawaleryjską Szkołę Dowódczą RChACz, w 1932 kawaleryjskie kursy podyplomowe kadry dowódczej RChACz, w 1936 Wyższą Szkołę Pograniczną LKSW ZSRR, w 1948 wyższe kursy akademickie przy Wyższej Akademii Wojskowej im. K. Woroszyłowa. 

## Przebieg służby
W styczniu 1919 rozpoczął służbę w RCHACz. W czasie wojny domowej walczył na Froncie Turkiestańskim i Zachodnim jako młodszy komisarz. Od 1920 pełnił służbę w wojskach wewnętrznych, od 1923 – w oddziale specjalnego przeznaczenia przy kolegium Zjednoczonego Państwowego Zarządu Politycznego, następnie w wojskach ZPZP w Nalczyku i Krasnodarze. Od 1926 był dowódcą plutonu 45, od 1927 adiutantem dowódcy 47 i od 1930 adiutantem dowódcy i pełniącym obowiązki dowódcy 53 Czeczeńskiego Dywizjonu Wojsk ZPZP.
Uczestniczył w karnych ekspedycjach na Zawołże i Północny Kaukaz. Od 1931 pełnił obowiązki szefa sztabu 81 kawaleryjskiego pułku wojsk ZPZP, od czerwca 1933 był szefem sztabu 5 Północno-Kaukaskiego pułku wojsk ZPZP. Od maja 1934 do maja 1935 był szefem Tamańskiej Grupy Manewrowej 32 Noworosyjskiego oddziału pogranicznego. Od grudnia 1936 do stycznia 1940 wykładał w 3 Pogranicznej Szkole Łączności i w Moskiewskiej Szkole Wojskowo-Technicznej. 
Brał udział w wojnie radziecko-fińskiej 1939–1940 jako dowódca 38 samodzielnego batalionu wojsk LKSW. Od marca 1940 dowodził 15 zmotoryzowanym pułkiem wojsk LKSW.
Po ataku Niemiec na ZSRR został w czerwcu 1941 szefem sztabu 21 Samodzielnej Zmotoryzowanej Dywizji LKSW, brał udział w bojach w Karelii. Od września 1941 był szefem sztabu, a od czerwca 1942 dowódcą 286 Dywizji Strzeleckiej pod Leningradem. Od stycznia 1943 dowodził 80 Dywizją Strzelecką. Uczestniczył w przerwaniu blokady Leningradu. Od 1944 był zastępcą dowódcy 112 Korpusu Strzeleckiego. Od marca 1944 był zastępcą dowódcy 54 Armii; uczestniczył w Operacji Pskowsko-Ostrowskiej. Od sierpnia 1944 był dowódcą 118 Korpusu Strzeleckiego, uczestniczył w Operacji Tartuskiej i Ryżskiej. 
W końcu września 1944 został ciężko ranny. Od października 1945 dowodził korpusami – 22 Gwardyjskim, a od lipca 1947 – 53. 
Od maja 1948 do maja 1949 był Komendantem Wojskowym Wiednia. W maju 1950 został przeniesiony do rezerwy.
Został pochowany na Cmentarzu Wwiedieńskim w Moskwie.